# Xã Scandia, Quận Bottineau, Bắc Dakota
Xã Scandia (tiếng Anh: Scandia Township) là một xã thuộc quận Bottineau, tiểu bang Bắc Dakota, Hoa Kỳ. Năm 2010, dân số của xã này là 46 người.